# 韓華生命保險電子競技俱樂部
韓華生命保險電子競技俱樂部（韓語：한화생명e스포츠，ID：HLE）是一個南韓電子競技俱樂部，旗下分部參加《英雄聯盟》和《跑跑卡丁車》賽事。該俱樂部的《英雄聯盟》分部參加英雄聯盟韓國冠軍聯賽（LCK）。
2024年9月8日，在2024赛季LCK夏季赛决赛中，HLE以3-2战胜Gen.G，获得队史上第一个LCK冠军，同时终结了Gen.G的LCK四连冠。

## 比赛成绩
| 排名   | 比赛                       | 最终成绩         |
| ------ | -------------------------- | ---------------- |
| 四强   | 2021年LCK春季赛            | 0-3（对阵DWG）   |
| 第8名  | 2021年LCK夏季赛            | 7胜11负          |
| 八强   | 英雄联盟2021赛季全球总决赛 | 2-3（对阵T1）    |
| 第10名 | 2022年LCK春季赛            | 3胜15负          |
| 第10名 | 2022年KCK夏季赛            | 2胜16负          |
| 殿军   | 2023年LCK春季赛            | 1-3（对阵KT）    |
| 殿军   | 2023年LCK夏季赛            | 0-3（对阵KT）    |
| 季军   | 2024年LCK春季赛            | 1-3（对阵T1）    |
| 冠军   | 2024年LCK夏季赛            | 3-2（对阵GEN.G） |
| 八强   | 英雄联盟2024赛季全球总决赛 | 1-3（对阵BLG）   |

## 外部連結
- Hanwha Life Esports的官方網站
- Hanwha Life Esports的X帳戶
- Hanwha Life Esports的Instagram帳戶
- Hanwha Life Esports的Facebook專頁
- Hanwha Life Esports的YouTube頻道
- Hanwha Life Esports的Twitch頻道